# 14469 Komatsuataka
14469 Komatsuataka eller 1993 RK är en asteroid i huvudbältet som upptäcktes den 12 september 1993 av de båda japanska astronomerna Kazuro Watanabe och Kin Endate vid Kitami-observatoriet. Den är uppkallad efter Komatsuataka i Japan.
Asteroiden har en diameter på ungefär 4 kilometer.